# Bután en los Juegos Olímpicos de Los Ángeles 1984
Bután estuvo representado en los Juegos Olímpicos de Los Ángeles 1984 por un total de 6 deportistas, 3 hombres y 3 mujeres, que compitieron en tiro con arco.
El portador de la bandera en la ceremonia de apertura fue el tirador con arco Thinley Dorji. El equipo olímpico butanés no obtuvo ninguna medalla en estos Juegos.